# Tőrbe ejtve (film)
A Tőrbe ejtve (eredeti cím: Knives Out) 2019-ben bemutatott amerikai bűnügyi film, melynek írója, rendezője és producere Rian Johnson. A főszereplők Daniel Craig, Chris Evans, Ana de Armas, Jamie Lee Curtis, Toni Collette, Don Johnson, Michael Shannon, Lakeith Stanfield, Katherine Langford, Jaeden Martell és Christopher Plummer.
Az Amerikai Egyesült Államokban a Lionsgate forgalmazza, a bemutató 2019. november 27-én volt. Hazánkban a film forgalmazója a Freeman Film, a hazai premier 2020. január 2-án volt.

## Rövid történet
A filmet az írója és rendezője egy napjainkban játszódó klasszikus krimiként írta le, amelyben a kellemes megjelenésű és felettébb kíváncsi Benoit Blanc magándetektív (Daniel Craig) hazugságok hálójában próbál kinyomozni egy szövevényes családi halálesetet.

## Cselekmény
Harlan Thrombeyt, a híres amerikai krimiírót holtan találják massachusettsi birtokán, közvetlenül a 85. születésnapjának eseményei után. A rendőrség öngyilkosságnak véli az esetet, mivel Harlant elvágott torokkal találták meg a saját tőrével a kezében. A birtokon összegyűlnek a Thrombey család tagjai, akiket a rendőrség egyenként kikérdez: lányát, a sznob Linda Drysdale-t és annak férjét, Richardot, fiát, Waltot, aki az apja kiadóvállalatát vezeti, Harlan elhunyt fiának feleségét, Jonit és a lányát, Meget, valamint Linda és Richard fiát, Ransomot. A kihallgatás során kiderül, hogy a születésnapi ünnepségen Harlan több családtagjával is összetűzésbe került különböző okok miatt, ám ezt egyikük sem hajlandó részletezni. 
A nyomozáshoz később csatlakozik Benoit Blanc magándetektív, akit névtelenül béreltek fel az esethez. Blanc úgy véli, a család fontos információkat hallgat el a rendőrök elől, ezért kikérdezi Harlan ápolónőjét, Martát, aki fizikailag képtelen hazudni (ha azt teszi, mindig rátör a hányinger). Marta válaszol Blanc kérdéseire, de nem fedi fel előtte, hogy az ünnepség éjszakáján véletlenül túladagolta Harlan fájdalomcsillapítóját, és sehol nem találta hozzá az ellenszert, életveszélybe sodorva ezzel Harlant. Harlan nem akarta, hogy Marta gyilkosság gyanújába keveredjen, ezért pontos utasítások alapján segített neki alibit csinálni, majd ápolója szeme láttára elvágta a torkát.
Amikor Harlan végrendeletét felolvassák, a család legnagyobb megdöbbenésére a kizárólagos örökös nem más, mint Marta. Ransom segít neki elmenekülni a család haragja elől, majd Marta bevall neki mindent Harlan haláláról. Ransom felajánlja, hogy segít tisztára mosni a nevét az örökség egy részéért cserébe, míg a Thrombey család megpróbálja rávenni őt, hogy mondjon le az örökségről. 
Marta névtelen zsarolólevelet kap Harlan vérvizsgálatának másolatával, ami bizonyítani fogja a bűnösségét. Amikor Ransommal ellátogatnak az orvosszakértői rendelőbe, az épület addigra már leégett. Marta elmegy a zsaroló által megadott címre, és ott találja Harlan házvezetőnőjét, Frant, aki szintén morfiumtúladagolás áldozata lett. Utolsó erejével azt hörögi Marta fülébe: „Hogy tehetted?”. Marta úgy dönt, elegen szenvedtek az ő hibájából, ezért összehívja a családot a birtokon, hogy bejelentse, lemond az örökségről.
Blanc megtalálja a Fran birtokában lévő vérvizsgálat eredeti példányát, ami kimutatja, hogy Harlan szervezetében csupán egy kevés adag morfium volt. A magándetektív egy külön szobába kéreti Martát és Ransomot, majd előadja nekik az elméletét: Ransom megtudta, hogy Marta lesz Harlan kizárólagos örököse, ezért úgy döntött, összecseréli a nagyapja gyógyszereit és elrejti az életmentő ellenszert, hogy Marta akaratán kívül megölje Harlant, így gyilkossági gyanúsítottként nem örökölhet semmit. Csakhogy miután Marta maga is felcserélte a gyógyszeresüvegeket, Harlan a megfelelő mennyiségű adagot kapta meg, így valójában nem volt semmi baja. Azzal, hogy Harlan öngyilkos lett, hiba csúszott Ransom tervébe, ezért névtelenül felbérelte Blancot, hogy ő rábizonyítsa Martára a gyilkosságot. Fran azonban látta, hogy a temetés napján Ransom ellopja a gyógyszereket Harlan szobájából, ezért zsarolólevelet küldött neki. Ransom, hogy elfedje a tettének nyomait, egyúttal még jobban gyanúba keverje Martát, eljuttatta hozzá Fran levelét neki címezve, felégette az orvosi rendelőt a vérvizsgálat összes példányával, és megölte Frant, hogy ne árulhassa el az igazat. Blanc még arra is rámutat, hogy Fran a halála előtt nem azt mondta Martának, „Hogy tehetted”, hanem, hogy „Hugh tette”, mivel Ransom a második nevén szólíttatja magát a személyzettel. 
Bár az elmélet helytálló, Ransom biztos benne, hogy nincs rá semmilyen bizonyíték. Marta ekkor egy hívást kap a kórháztól, és közli, hogy Fran életben van, és vallani fog Ransom ellen. Ransom erre is csak legyint, mondván, hogy a vád legfeljebb gyújtogatás és gyilkossági kísérlet ellene, amit egy jó ügyvéddel simán megúszhat. Ekkor azonban Marta elhányja magát, mivelhogy hazudott; Fran halott, Ransom pedig épp most ismerte be a meggyilkolását, amit Blancnak sikerült diktafonra vennie. Utolsó kísérletként Ransom megpróbálja leszúrni Martát a nagyapja egyik tőrével, de kiderül, hogy az csak egy összecsukható színpadi kellék. A rendőrség őrizetbe veszi őt. 
Blanc elárulja Martának, hogy a kezdetektől fogva gyanakodott rá a cipőjén lévő vércsepp miatt, viszont azt is sejtette, hogy Marta jóember, aki szánt szándékkal nem tudna gyilkolni. Marta ezek után úgy dönt, megtartja az örökséget, és Harlan régi szobájának erkélyéről üdvözli a Thrombey családot, immár a saját birtokán.

## Szereplők
| Szereplő            | Színész             | Magyar hang      |
| ------------------- | ------------------- | ---------------- |
| Benoit Blanc        | Daniel Craig        | Stohl András     |
| Ransom Drysdale     | Chris Evans         | Zámbori Soma     |
| Marta Cabrera       | Ana de Armas        | Gáspár Kata      |
| Linda Drysdale      | Jamie Lee Curtis    | Kovács Nóra      |
| Walt Thrombrey      | Michael Shannon     | Fekete Ernő      |
| Richard Drysdale    | Don Johnson         | Jakab Csaba      |
| Joni Thrombrey      | Toni Collette       | Bertalan Ágnes   |
| Elliot hadnagy      | Lakeith Stanfield   | Pál Tamás        |
| Meg Thrombrey       | Katherine Langford  | Lamboni Anna     |
| Jacob Thrombrey     | Jaeden Lieberher    | Pál Dániel Máté  |
| Harlan Thrombey     | Christopher Plummer | Szersén Gyula    |
| Trooper Wagner      | Noah Segan          | Takátsy Péter    |
| Fran                | Edi Patterson       | F. Nagy Erika    |
| Donna Thrombey      | Riki Lindhome       | Solecki Janka    |
| Wanetta dédnagymama | K. Callan           | Kassai Ilona     |
| Alan Stevens        | Frank Oz            | Kertész Péter    |
| Mr. Proofroc        | M. Emmet Walsh      | Cs. Németh Lajos |

## Háttér és forgatás
A film készítését 2018 szeptemberében jelentették be, már akkor tudatták, hogy a főszerepet Daniel Craig fogja játszani, valamint azt is közölték, hogy a krimit a forgatókönyvet is jegyző Rian Johnson rendezi majd. A filmet a 2018-as Torontói Nemzetközi Filmfesztiválon kínálták fel megvásárlásra a forgalmazóknak. 2018 októberében Chris Evans, Lakeith Stanfield, Michael Shannon, Ana de Armas, Don Johnson, Jamie Lee Curtis és Toni Collette csatlakozott Craighez. 2018 novemberében Christopher Plummer, Jaeden Lieberher, Katherine Langford, Riki Lindhome, Edi Patterson, és Raúl Castillo szereplését erősítették meg. Decemberben kiderült, hogy Noah Segan, aki Johnson eddigi összes filmjében szerepelt, ebben a filmben is szerepelni fog.  Shannon Agatha Christie krimijeihez hasonlította a filmet egy interjúban. 2019 márciusában Frank Oz elárulta, hogy egy kisebb szerepben feltűnik a filmben.
Johnson többek között az Nyaraló gyilkosok (1982), a Meghívás egy gyilkos vacsorára (1976), a Halál a Níluson (1978), a Sheila meghalt és New Yorkban él (1973), a Halálcsapda (1982), a Nyom (1985), a Gosford Park (2001), A kristálytükör meghasadt (1980), a Gyilkosság az Orient expresszen (1974), Magándetektívek (1980) című filmeket, valamint a Something's Afoot című musicalt (1976), jelölte meg ötödik filmje inspirációjaként.

## Forgatás
A film forgatása 2018. október 30-án kezdődött meg Bostonban. A forgatások december 20-án fejeződtek be, ezt a rendező Twitteren jelentette be.

## Bemutató
A Tőrbe ejtve ünnepélyes bemutatója a 44. Torontói Nemzetközi Filmfesztiválon volt 2019. szeptemberben 7-én. Európában először a BFI London Filmfesztiválon lesz megtekinthető a film 2019. október 8-án.
A filmet 2019. november 27-től mutatták be az amerikai filmszínházakban. A film hazai forgalmazója a Freeman Film, aki 2019. november 28-án mutatta volna be a filmet a magyar mozikban, de novemberben a premiert 2020. január 2-ra halasztotta.